# Je'Glanz
Je'Glanz（ジェー・グランツ）は、福岡県出身の歌手。

## 経歴
16歳で初めてギターを手にし、プロを目指し始める。
作詞・作曲はもちろんのこと、アレンジやミックス等の楽曲制作の全てを自ら手掛ける本格派アーティスト。
アーティストからの評価も高く、様々なアーティストの楽曲アレンジや楽曲提供も行っている。 
福岡を中心に様々なLIVEハウスやイベントで活動中。ソフトバンクホークスやアビスパ福岡の試合前のライブイベントを始め、様々なライブハウスや野外イベントに出演。
- 2010年
  - ソロアーティストとしての活動を開始。

- 2011年
  - 8月19日、ファーストシングル「Dear All」をリリース。

- 2013年
  - セカンドシングル「GLADITUDE」をリリース。

- 2015年
  - 11月28日、福岡・BEAT STATIONにてワンマンライブを行う。

- 2016年
  - ファーストアルバム『ism』を全国リリース。

- 2018年
  - 12月20日 福岡・The Voodoo Loungeにてライブ。8年間所属した事務所を脱退。

## 作品

### シングル
|   | タイトル                        | 発売日        | 品格品番 | 備考                   |
| - | ------------------------------- | ------------- | -------- | ---------------------- |
| 1 | Dear All                        | 2011年8月19日 | DE-0002  |                        |
| 2 | Gladitude                       |               | DE-0003  |                        |
| 3 | LOVE FUKUOKA〜Pride of AVISPA〜 |               | DE-0004  | アビスパ福岡公認ソング |

### アルバム
|   | タイトル | 発売日        | 品格品番 | 備考 |
| - | -------- | ------------- | -------- | ---- |
| 1 | ISM      | 2016年4月20日 | DE-005   |      |

## タイアップ楽曲
| 楽曲                            | タイアップ                   |
| ------------------------------- | ---------------------------- |
| LOVE FUKUOKA〜Pride Of Avispa〜 | アビスパ福岡公認ソング       |
| LIFE                            | J:COM 「あみ〜ご！アビスパ」 |
| AVISPA No.1                     | J:COM 「あみ〜ご！アビスパ」 |
| 一瞬の栄光                      | J:COM 「あみ〜ご！アビスパ」 |